# Tawangsari (Tawang)
Tawangsari is een bestuurslaag in het regentschap Kota Tasikmalaya van de provincie West-Java, Indonesië. Tawangsari telt 5438 inwoners (volkstelling 2010).